# Cratere Auzout
Auzout è un cratere lunare di 32,92 km situato nella parte nord-orientale della faccia visibile della Luna.
Il cratere è dedicato all'astronomo francese Adrien Auzout.

## Crateri correlati
Alcuni crateri minori situati in prossimità di Auzout sono convenzionalmente identificati, sulle mappe lunari, attraverso una lettera associata al nome.
| Auzout | Coordinate           | Diametro (in km) |
| ------ | -------------------- | ---------------- |
| C      | 8°47′24″N 65°16′12″E | 16,86            |
| D      | 9°21′00″N 62°25′48″E | 11,66            |
| E      | 9°34′12″N 60°39′36″E | 17,36            |
| L      | 8°20′24″N 61°18′00″E | 7,5              |
| R      | 8°42′00″N 60°02′24″E | 7,68             |
| U      | 9°23′24″N 61°03′00″E | 8,15             |
| V      | 9°20′24″N 61°18′36″E | 7,82             |